# Колоньё, Алис
Алис Викторин Антуанетт Колоньё (фр. Alice Victorine Antoinette Colonieu; 5 ноября 1924, Марсель — 16 июля 2010) — французская художница, скульптор и мастер по керамике.

## Биография
Окончила Высшую школу Изобразительных искусств в Марселе, где получила несколько наград первой и второй степени. Во время Второй мировой войны Алис Колоньё обучалась в профессиональной школе керамики Фонкаррад в Монпелье, после чего переехала в окрестности Оранжа. После Второй мировой войны и вплоть до 1980-х гг формой выражения таланта Алис Колоньё являлась глина. Керамические изделия, созданные ею, были массивными, отличались живостью цвета и всегда изготавливались вручную на валке гончарной глины без использования литейной формы.
В 1953 г. Алис Колоньё стала членом Федерации Художественных ремесел. В 1953 и 1954 гг. участвовала в выставке декоративных искусств. В 1955 г. Алис представила свои произведения на выставку шедевров современной керамики в Каннах, результатом которой стало приобретение Парижским музеем Современного Искусства и Музеем керамики Фаэнца (Италия) некоторых её произведений.
В 1961 г. завоевала золотую медаль на Национальной выставке искусств.
В то же время Алис работала с такими выдающимися декораторами своего времени как Жан Ройер, Морис Ранк и Жюль Лёлё, для которого она создала два великолепных керамических полотна, украсивших позднее бассейн лайнера Пьер Лоти. В конце 50-х гг. работала с архитекторами и принимала участие в отделке городских сооружений, таких как здание Почты в Иль-сюр-Сорг, школьный городок Фредерик-Мистраль в Авиньоне и даже в отделке алтарей для церквей в Роэ, Сабле и Вальреа.
В 60-х гг. ХХв. Алис Колоньё переехала в г. Роэ департамента Воклюз. Здесь она построила свой дом, а также часовню, отделкой которой занималась лично. В эти же годы начала изучать живопись и занималась иллюстрированием книг.
В 1997 г. Алис илюстрирует книгу Рене Лашо под названием «Тамплиеры — Рыцари Востока и Запада».
В сентябре 2013 г., когда Марсель был избран культурной столицей Европы, в Ле-Бо-де-Прованс (Les Baux-de-Provence) состоялась первая выставка под названием «Сентябрь керамики и стекла», на которой были представлены произведения Алис Колоньё и Жана-Поля Ван Лита. На этой выставке были выставлены произведения Алис Колоньё, ранее никогда не представляемые широкой публике, в частности, личный посудный сервиз художницы, а также украшения, которые она создала для самой себя.
В Везон-ла-Ромен (фр. Vaison-la-Romaine) одна из улиц носит имя Алис Колоньё.
Её произведения выставлены в национальном музее современного искусства в Париже, в международном музее керамики г. Фаэнца (итал. Faenza) в Италии, а также в частных коллекциях по всему миру.

## Награды
Золотая медаль Национальной выставки искусств в 1961 г.